# تاريخ الصلاحية
تاريخ الصلاحية هو تاريخ محدد مسبقًا صلاحية استخدام شئ ما  والذي لا يجب استخدامه بعد هذا التاريخ، سواء بحكم القانون أو بتخطي العمر الافتراضي للبضائع القابلة للتلف.  يتم تطبيق تاريخ انتهاء الصلاحية على منتجات الطعام المنتقاة وبعض المنتجات الأخرى المصنعة مثل مقاعد السيارات المخصصة للرُضَع حيث يمكن لعمر المنتج أن يؤثر على استخدامها الآمن.
تطبق تواريخ انتهاء الصلاحية التعسفية عادة من قبل الشركات لكوبونات المنتج العروض الترويجية وبطاقات الائتمان. في هذه السياقات، يتم اختيار تواريخ انتهاء الصلاحية لأسباب عمل أو لتوفير بعض الوظائف الامنية بدلًا من أي مخاوف تتعلق بسلامة المنتج.  
يمكن اختصار تاريخ انتهاء الصلاحية EXP.يختلف التعريف القانوني واستخدام تاريخ انتهاء الصلاحية من دولة لاخرى  ومن منتج لأخر.

## أسماء متوازية
يظل محافظًا على جودته قبل تاريخ  على مجموعة واسعة من الأطعمة المجمدة والمجففة والمعلبة وغيرها. هذه التواريخ تقريرية فقط وتشير إلى جودة المنتج، على النقيض من الاستخدام قبل التواريخ والذي يشير إلى أن المنتج ليس آمن ليُستهلك بعد التاريخ المحدد، المواد الغذائية التي يتم الاحتفاظ بها بعد أفضل النتائج قبل التاريخ لن تكون ضارة بالضرورة.
لكن يمكن أن تبدأ بفقدان النكهة المثالية والملمس، البيض حالة خاصة بحيث قد تحتوي على السالمونيلا التي تتضاعف مع مرور الوقت; بالتالي يجب أن تؤكل قبل انتهاء التاريخ الذي يحدد صلاحيته، الذي يكون في الولايات المتحدة بحد أقصى 45 يوم بعد تعبئة البيض.
في بعض الأحيان عمليات التعبئة تشمل استخدام التسميات المطبوعة مسبقًا، مما يجعله غير عمليًا كتابة تاريخ الصلاحية في موقع واضح للرؤية. قد يتم طباعة صيغة مثل أفضل قبل أن ترى القاع أو الأفضل قبل أن ترى الغطاء على الملصق والتاريخ المميز في مكان مختلف كما هو محدد.

### الاستخدام من خلال

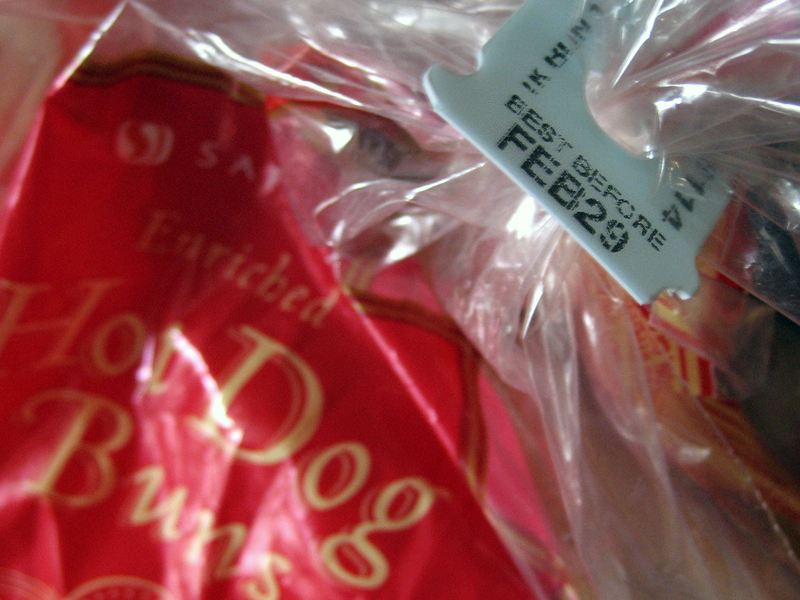
تظهر علامة ختم كيس من كعك هوت دوج يظل محافظًا على جودته قبل تاريخ 29 فبراير.

بشكل عام، يجب عدم تناول الأطعمة التي تحتوي على تاريخ مكتوب على العبوة بعد التاريخ المحدد.وذلك لأن هذه الأطعمة عادة ما تسوء بسرعة وقد تكون ضارة بالصحة إذا أفسدتها. ومن المهم ايضًا اتباع تعليمات التخزين بحذر لهذه الأطعمة على سبيل المثال إذا ذُكر أنه يجب تبريد هذا المنتج.
عادةً ما تنص منتجات الحمام أو مستحضرات التجميل على فترة شهر من تاريخ فتح المنتج، من خلالها ينبغي استخدامها.غالبًا ما يتم الإشارة إلى ذلك من خلال رسم لحوض مفتوح.مع عدد الأشهر المكتوبة بالداخل (على سبيل المثال، يعني "12M" استخدام المنتج خلال 12 شهرًا من الفتح). وبالمثل، بعض المنتجات الغذائية تقول «تناول الطعام خلال X أيام من الافتتاح».

### تاريخ الفتح

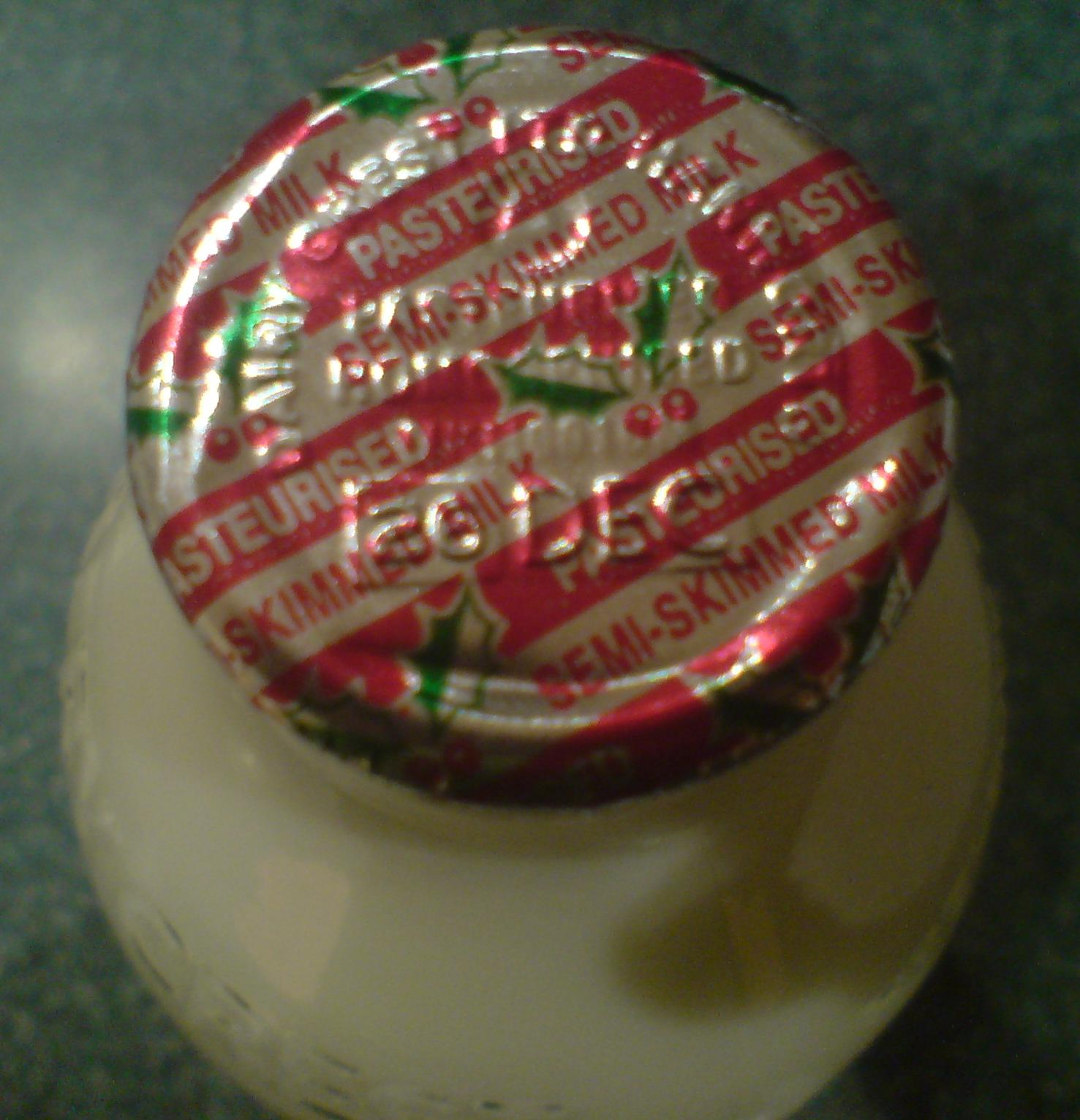
تعرض زجاجة حليب الفويل من المملكة المتحدة استخدامًا بتاريخ 26 ديسمبر مضغوطًا في الرقاقة.

هو استخدام تاريخ مختوم على عبوة منتج غذائي للمساعدة في تحديد مدة عرض المنتج للبيع. هذا يفيد المستهلك من خلال ضمان أن المنتج من أفضل نوعية عند بيعها. لا يحل تاريخ الفتح محل تاريخ الاستخدام، إذا تم عرضه، والذي يجب اتباعه.

### بيع من قبل/حتى العرض
تهدف هذه التواريخ إلى المساعدة في تتبع المخزون في المتاجر.المواد الغذائية التي تجاوزت بيعها أو عرضها حتى الآن، ولكن لم يصل بعد إلى «استخدامه من قبل/ أنتهاء التاريخ الذي يحدد صلاحيته» يظل صالحًا للأكل على افتراض أنه تم تخزينها بشكل صحيح. من الممارسات الشائعة في المتاجر الكبيرة التخلص من مثل هذه المواد الغذائية، لأنه يجعل عملية مراقبة المخزون أسهل؛ وهناك ممارسة شائعة أخرى هي قيام تجار الجملة بإعادة شراء المنتج المنتهي صلاحيته وإعادة بيعه لمتاجر الخصم بأسعار بيع مخفضة أقل بكثير. . هذه الممارسات تقلل من مخاطر العملاء دون علمهم بشراء الطعام دون النظر إلى التاريخ، فقط لمعرفة اليوم التالي الذي لا يمكنهم استخدامه فيه. العبث مع تاريخ نشر غير قانوني في العديد من البلدان.
ستقوم معظم المتاجر بتدوير المخزون من خلال نقل المنتجات مع أقرب تواريخها إلى مقدمة وحدات الرفوف، مما يشجع العملاء على شرائها أولًا، ويؤمل أن يوفر عليهم إما أن يكونوا قد تم تخفيضهم أو رميهم بعيدًا، وكلاهما سيؤدي إلى خسارة مالية.

## كندا
تاريخ انتهاء الصلاحية على الطعام يختلف عن الفترة التي يظل المنتج محافظًا على جودته قبل التاريخ المحدد بها. وفقًا لوكالة التفتيش الغذائي الكندية، فإن «تواريخ انتهاء الصلاحية مطلوبة فقط على بعض الأطعمة التي تحتوي على مواصفات تركيبية وتغذوية صارمة والتي قد لا يتم الوفاء بها بعد تاريخ انتهاء الصلاحية».
يجب استخدام تواريخ انتهاء الصلاحية في كندا على المواد الغذائية التالية (القائمة والتعليقات التي تم نسخها من موقع الوكالة الكندية لفحص الأغذية):
- حمية سائلة مصاغة (نظام غذائي كامل التغذية للأشخاص الذين يستخدمون طرق التغذية الفموية أو الأنبوبية)
- الأطعمة الممثلة للاستخدام في نظام غذائي منخفض الطاقة للغاية (الأطعمة التي تباع بواسطة صيدلي فقط وبترتيب مكتوب من الطبيب)
- بدائل للوجبات (طعام مصمَّم يمكنه، بحد ذاته، استبدال وجبة واحدة أو أكثر يوميًا)
- المكملات الغذائية (الأغذية المباعة أو الممثلة كمكمل غذائي قد يكون غير كاف في الطاقة والمغذيات الأساسية)
- بدائل لبن الأم (حليب الأطفال)

يكمن القلق في أنه بعد مرور تاريخ انتهاء الصلاحية، قد لا يحتوي الطعام على نفس المحتوى الغذائي المحدد في العبوة، وبالنسبة للمنتجات الخاضعة للوائح المدرجة، فإن المحتوى الغذائي مهم للغاية. توصي الوكالة الكندية لفحص الأغذية بوجوب التخلص من الطعام ويجب عدم شراؤه أو بيعه أو تناوله بعد تاريخ انتهاء الصلاحية المحدد. وهذا يتناقض مع أفضل فترة يحتفظ فيها المنتج بجودته قبل التاريخ المحدد وهو مؤشر على المدة التي يُتوقع أن تحتفظ فيها الأغذية المعبأة المخزّنة بشكل سليم «بالطعم أو الطعم أو القيمة الغذائية أو أي صفات أخرى يطالب بها المصنع». مرور هذا التاريخ ليس بالضرورة سبب لتجاهل الطعام. تعتبر تواريخ«البيع حسب» و «المصنّعة في» مفاهيم ذات صلة قد توجه المستهلك.
قد تحتوي المواد غير الغذائية أيضًا على تاريخ انتهاء صلاحية. على سبيل المثال، في كندا، يجب أن يتم تأمين جميع الأطفال في مقعد سيارة للرضع أثناء وجودهم في سيارة متحركة.يطلب من المستخدمين بموجب القانون اتباع تعليمات الشركة المصنعة. لا يوجد أي قانون محدد يتطلب تاريخًا لانتهاء الصلاحية، ولكن جميع مقاعد السيارة المعتمدة من كندا للمواصلات والتي يتم بيعها في كندا تحمل تاريخ انتهاء الصلاحية الذي حددته الشركة المصنعة والذي يتراوح بين 6 و 9 سنوات من تاريخ الصنع. والعقلانية هي أن مقاعد السيارة معرضة للحرارة والبرودة والتعرض للشمس والإساءة من قبل الأطفال والتخزين طويل الأمد بين الأطفال، وكل ذلك قد يؤدي إلى تدهور هيكل ووظيفة مقعد السيارة ويتسبب في فشل أثناء وقوع حادث.علاوة على ذلك، بعد تاريخ انتهاء الصلاحية، لن يقوم المصنّع بعد الآن بمراقبة سلامة المقعد من خلال الاختبار.تنصح هيئة النقل الكندية بتدمير مقعد سيارة منتهي الصلاحية والتخلص منه في مرفق طمر النفايات أو إعادة التدوير. ولا يُعطي مقعد منتهي الصلاحية لشخص آخر أو للأعمال الخيرية.

## الولايات المتحدة الأمريكية
تلاحظ إدارة الغذاء والدواء في الولايات المتحدة أن «[مبدأ] قانون الغذاء في الولايات المتحدة هو أن الأطعمة في الولايات المتحدة يجب أن تكون صحية ومناسبة للاستهلاك». ومع ذلك، تنص الوكالة أيضًا على:
وباستثناء حليب الأطفال، فإن القوانين التي تديرها إدارة الأغذية والعقاقير لا تمنع بيع الأغذية التي تجاوزت تاريخ انتهاء الصلاحية المشار إليه على الملصق. لا تطلب إدارة الأغذية والأدوية من شركات الأغذية وضع تواريخ «منتهية الصلاحية» أو «الاستخدام بواسطة» أو «أفضل فترة يظل المنتج محتفظًا بجودته خلالها» على المنتجات الغذائية. هذه المعلومات هي تماما وفقا لتقدير الشركة المصنعة.
تستخدم معظم تواريخ انتهاء الصلاحية كمبادئ توجيهية تعتمد على المعالجة العادية والمتوقعة والتعرض لدرجة الحرارة. الاستخدام قبل تاريخ انتهاء الصلاحية لا يضمن سلامة الطعام أو الدواء، والمنتج ليس بالضرورة خطيرا أو غير فعال بعد تاريخ انتهاء الصلاحية.  وفقا لوزارة الزراعة الأمريكية، "الأغذية المعلبة آمنة إلى أجل غير مسمى طالما أنها لا تتعرض لدرجات حرارة شديدة البرودة، أو درجات حرارة أعلى من 90 درجة فهرنهايت (32.2 درجة مئوية). إذا كانت العلب تبدو على ما يرام، فهي آمنة للاستخدام. تخلص من العلب المغطاة، أو الصدئة، أو المتورمة، حيث تحتفظ الأطعمة المعلبة عالية الحمضية (مثل الطماطم والفواكه) بأفضل جودة لمدة 12 إلى 18 شهرًا؛ الأطعمة المعلبة منخفضة الحمضية (اللحوم والخضروات) لمدة تتراوح بين سنتين و 5 سنوات. 80 درجة فهرنهايت (27 درجة مئوية).
«البيع حسب التاريخ» هو مصطلح أقل غموضًا لما يشار إليه في كثير من الأحيان باسم «تاريخ انتهاء الصلاحية». لا يزال معظم الطعام صالحًا للأكل بعد تاريخ انتهاء الصلاحية. قد يكون المنتج الذي تجاوز مدة صلاحيته آمنًا، ولكن الجودة لم تعد مضمونة. في معظم متاجر الأغذية، يتم تقليل النفايات باستخدام تدوير الأوراق المالية، والذي يتضمن نقل المنتجات مع البيع الأقدم حسب التاريخ من المخزن إلى منطقة المبيعات، ثم إلى مقدمة الرف، حتى يتسنى لمعظم المتسوقين التقاطهم أولًا ووبالتالي من المرجح أن يتم بيعها قبل نهاية مدة صلاحيتها. وهذا أمر مهم، حيث يتمتع المستهلكون بسلع طازجة، وعلاوة على ذلك، يمكن تغريم بعض المتاجر لبيع منتجات قديمة؛ معظمها، إن لم يكن جميعها، سيضطر إلى وضع علامة على هذه المنتجات على أنها ضائعة، مما يؤدي إلى خسارة مالية.
يحدد تاريخ انتهاء صلاحية المستحضرات الصيدلانية التاريخ الذي يضمن فيه الصانع كامل الفعالية وسلامة الدواء. تظل معظم الأدوية فعالة وآمنة لبعض الوقت بعد تاريخ انتهاء الصلاحية. الاستثناء النادر هو حالة من الحماض الأنبوبي الكلوي الذي يُزعم أنه سبب التتراسيكلين منتهي الصلاحية. غطت دراسة أجرتها إدارة الغذاء والدواء الأمريكية أكثر من 100 عقار وصفة طبية وعلاج طبي بدون وصفة طبية. أظهرت الدراسة أن حوالي 90٪ منهم كانوا آمنين وفعالين منذ 15 سنة من تاريخ انتهاء صلاحيتها. قال جويل ديفيز، رئيس الامتثال السابق لتاريخ انتهاء صلاحية إدارة الأغذية والأدوية، أنه مع بعض الاستثناءات - خاصةً النتروجليسرين والأنسولين وبعض المضادات الحيوية السائلة - من المحتمل أن تكون معظم الأدوية المنتهية الصلاحية فعالة.